# Kętrzyn
Kętrzyn [ˈkɛntʃɨn] ⓘ (deutsch Rastenburg, litauisch Raistpilis) ist eine Kreisstadt in der polnischen Woiwodschaft Ermland-Masuren.
Bekannt ist der Ort unter anderem für seine Pferdezucht; zu den Sehenswürdigkeiten zählt die Burg Rastenburg. 1940 wurde nahe der Stadt das Führerhauptquartier Wolfsschanze errichtet.

## Geographische Lage
Die Stadt liegt in der historischen Provinz Ostpreußen, rechts der Guber, rund 65 Kilometer (Luftlinie) nordöstlich der Stadt Allenstein (Olsztyn). Das Stadtgebiet erstreckt sich über hügeliges Gelände.

## Klima
|                        | Jan | Feb | Mär | Apr | Mai | Jun | Jul | Aug | Sep | Okt | Nov | Dez |   |     |
| Mittl. Temperatur (°C) | −6  | −5  | 1   | 8   | 13  | 16  | 17  | 17  | 13  | 8   | 1   | −3  | ⌀ | 6,7 |

|  |

|  |

|  |

|  |

|  |

|  |

|  |

|  |

|  |

|  |

|  |

|  |

|  |

|  |

|  |

|  |

|  |

|  |

|  |

|  |

|  |

|  |

|  |

|  |

## Geschichte

### Deutscher Orden

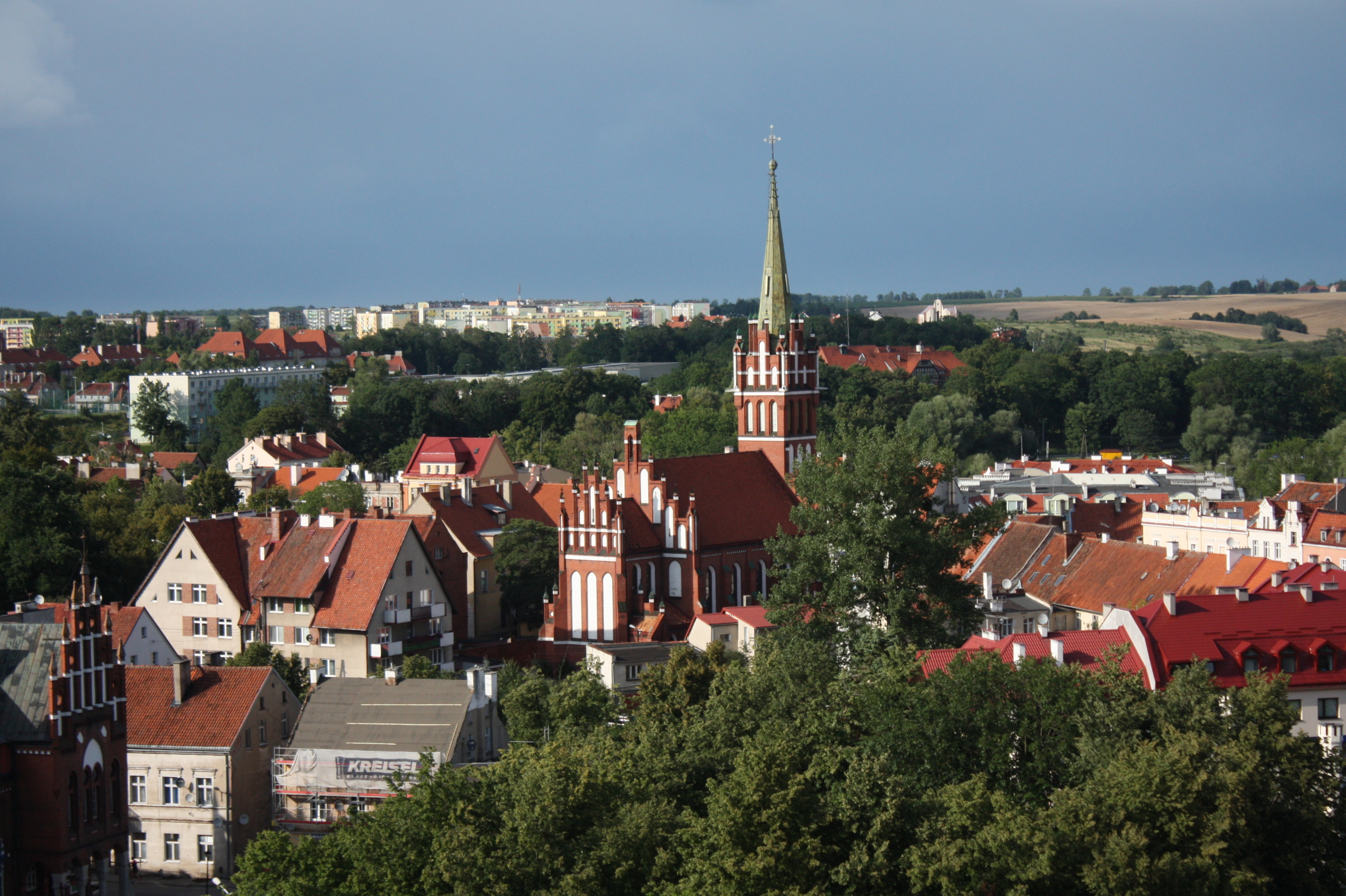
Stadtzentrum

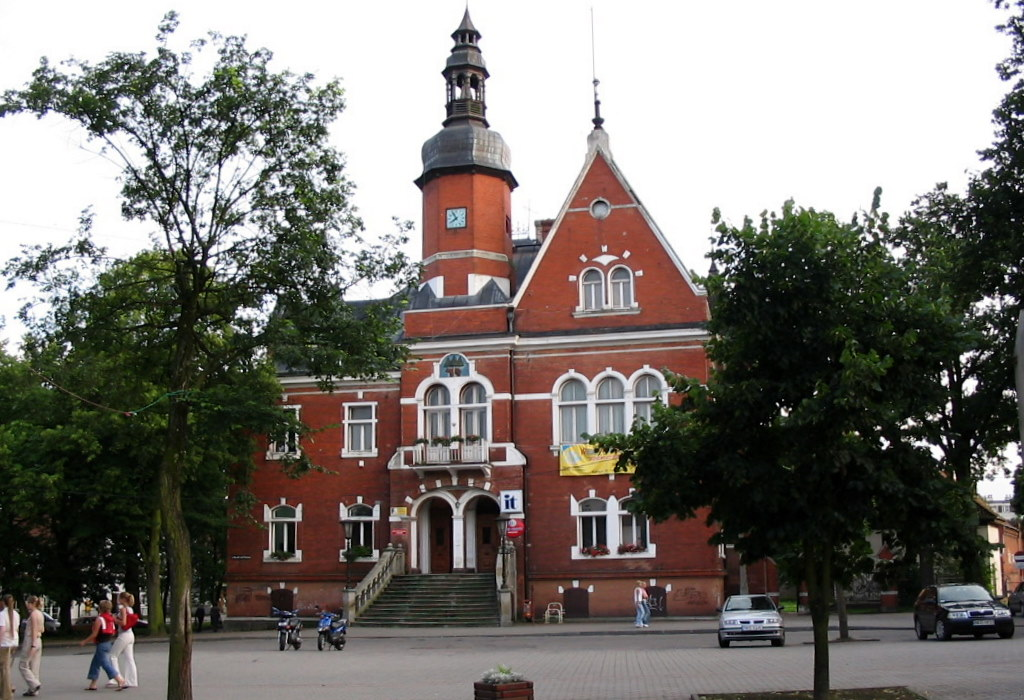
Rathaus

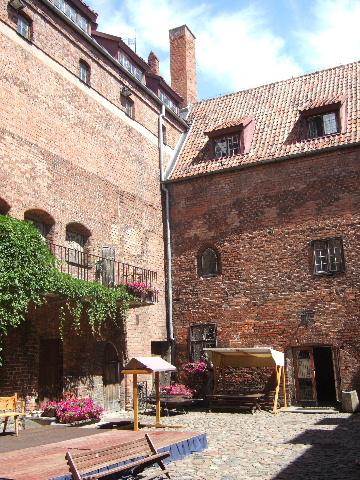
Innenhof der Ordensburg

1329 wurde hier von der Komturei Balga des Deutschen Ordens eine hölzerne Prußen-Festung zum Rasten übernommen und über der Guber ein Ordenshaus angelegt. 1399 wird der Ort als Rastekaym erwähnt. Der Name leitet sich von prußisch „raistan“ (Moosbruch) / „rast“ (Pfahl) und „caymis, keims“ (Dorf) ab und bedeutet frei übersetzt Pfahlbau-Dorf im Moosbruch. Die Burg Rastenburg, die als Grenzposten Schutz vor den Angriffen der Litauer gewähren sollte, war nur Teil einer Kette von Burgen, die von Ragnit über Insterburg bis nach Allenstein und Osterode führte.
1345 und 1347 griffen die Litauer unter Algirdas und Kęstutis die neue Burg an, plünderten sie und brannten sie nieder. Die Reimchronik des Wigand von Marburg beinhaltet Klagelieder zu den damaligen Ereignissen.
Auf Grund der überaus günstigen Lage für den Orden baute man die Burg jedes Mal neu auf. Das neue Ordenshaus erhielt ein besonders schönes Tor, der Remter wurde nach dem Vorbild der Marienburg ausgemalt. 1350 wurde eine Wehrmauer errichtet. 1357 wurden der Ortschaft die Stadtrechte von dem Komtur von Balga, Henning Schindekopf, zuerkannt. 1370 war die Ortschaft aber schon zu klein und man errichtete eine Neustadt. Die Burg war in der Folgezeit Sitz eines Pflegers der Komturei Balga. Ab 1410 unterstand der Pfleger direkt dem Hochmeister mit der Zuständigkeit für die Verwaltung der Gebiete Rastenburg, Rhein und Leunenburg, mit der kurzen Ausnahme der Jahre 1418–1422, in denen die Burg zur Komturei Rhein gehörte. Michael Küchmeister von Sternberg (Hochmeister ab 1414) und Paul von Rußdorf (Hochmeister ab 1422) waren Pfleger in der Rastenburg. Letzterer erbat sich sogar 1440 vom Ordenskonvent die Rastenburg mit den damals vorhandenen Weinbergen zum Leibgedinge; denn damals wurde hier wie in den Gegenden von Leunenburg, Rhein, Hohenrade im Kreis Königsberg, in Tapiau und auch bei Thorn Wein angebaut. 1440 trat Rastenburg dem „preußischen Bund“ bei.
Zu Beginn des Ständekrieges (1454–1466) standen die Bürger auf der Seite des Preußischen Bundes und gegen den Orden, der sich in der Rastenburg verschanzt hatte. 1461 schloss man einen Waffenstillstand, und im Frieden von Thorn 1466 kam Rastenburg an den Orden zurück.

### Preußen

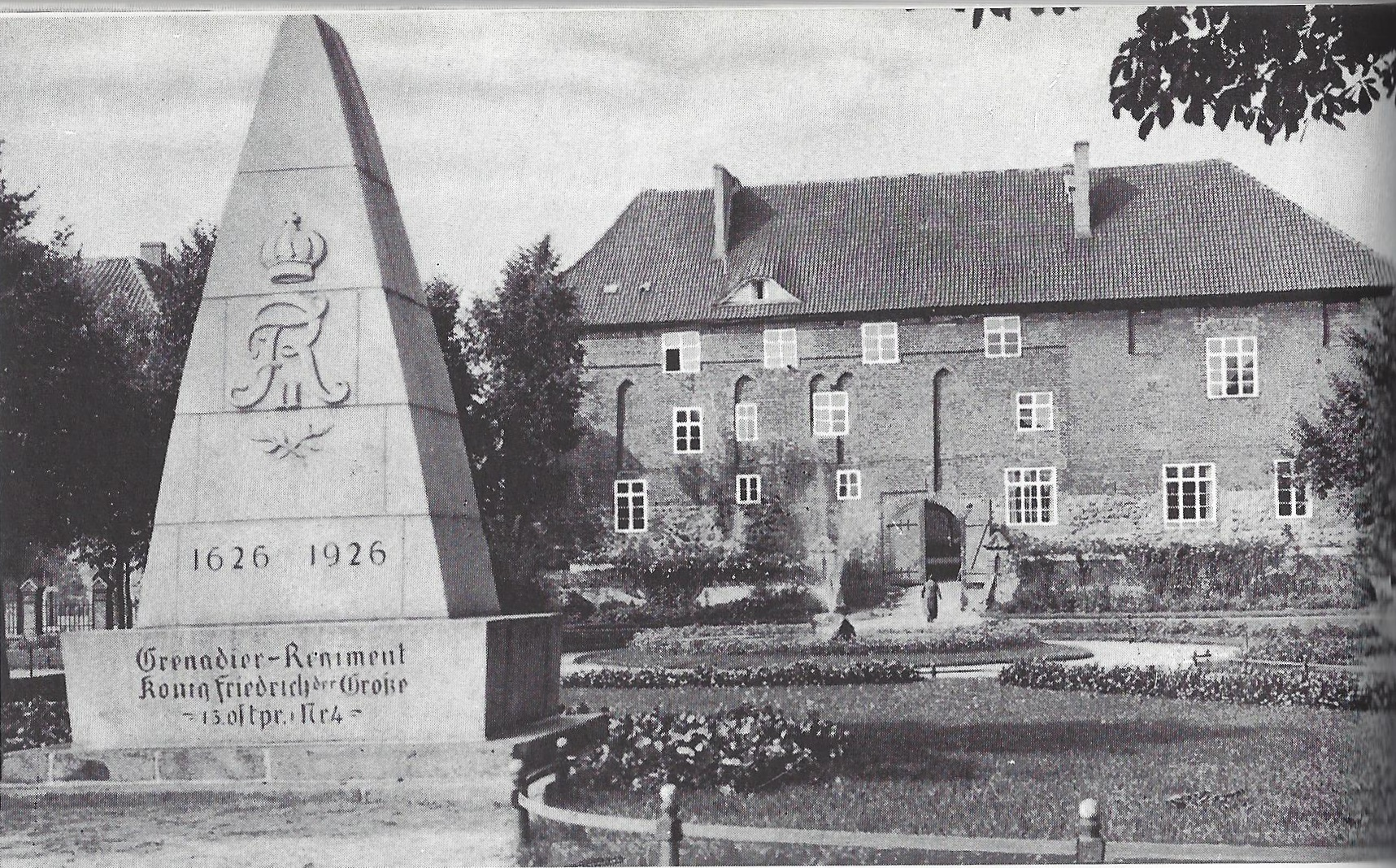
Regimentsdenkmal vor der Burg (1926)

In Rastenburg stand das älteste preußische Regiment in Garnison, das 1626 gegründete Grenadier-Regiment „König Friedrich der Große“ (3. Ostpreußisches) Nr. 4.
Bis zur Mitte des 17. Jahrhunderts galt Rastenburg als drittreichste Stadt in (Ost-)Preußen nach Königsberg und Memel mit einem zu versteuernden Vermögen, das 1067 Hufen (à ca. 16,5 ha) umfasste. Durch Naturkatastrophen, Stadtbrände und Plünderungen in den Kriegen der Nachordenszeit sowie die Große Pest ging der Reichtum allerdings verloren. Auf der Vermögensliste des Herzogtums rangierte Rastenburg 1698 nur an sechster Stelle. Allerdings hatte die Stadt das Glück, dass die Befestigungsanlagen dem Ansturm der Tataren 1656 standhielten und dass die große Pest 1709–1711 die Einwohner verschonte.
Am 3. August 1829 feierte die Stadt Rastenburg ihr fünfhundertjähriges Jubiläum. Bei dieser Gelegenheit wurde auf der äußeren Königsberger Vorstadt für die Kinder der dort wohnenden Familien eine vom Magistrat gestiftete Elementarschule eröffnet.
Das Gymnasium der Stadt entließ im Laufe der zwölf Jahre von 1820 bis 1831 insgesamt 92 Absolventen zur Universität. Im Jahr 1830 wurde eine Buchdruckerei eingerichtet und ein Wochenblatt herausgegeben.
Seit Anfang des 18. Jahrhunderts existierte der durch Veränderung der Verwaltungsstruktur entstandene Landkreis Rastenburg mit einem Landrat an der Spitze. Er umfasste die Hauptämter Bartenstein, Rastenburg, Barten sowie das Erbamt Gerdauen. Die bis 1945 geltende Landkreiseinteilung beruhte im Wesentlichen noch auf der großen preußischen Verwaltungsreform von 1818.
Die Freimaurerloge Drei Thore des Tempels wurde 1818 in Rastenburg gegründet und war ein Teil der Großen National-Mutterloge „Zu den drei Weltkugeln“. Sie bestand bis 1935. Sie errichtete das heute noch bestehende Logengebäude.
1865 wurde in Rastenburg eine Privatanstalt für Geisteskranke gegründet, die 1908 in die Verwaltung des Provinzialverbandes Ostpreußen übernommen wurde. Ab diesem Zeitpunkt nannte sie sich Provinzialanstalt für Schwachsinnige. Zum 1. Januar 1928 waren dort 654 Patienten untergebracht (weitere 110 Kranke befanden sich in Familienpflege), die von zwei Ärzten sowie 76 Pflegerinnen und Pflegern betreut wurden. 1934 wurde der Krankenbestand verringert und ein Teil der Patienten in die Provinzial-Heil- und Pflegeanstalt Tapiau verlegt. Über das weitere Schicksal der Anstalt, der Patienten bzw. die Nachnutzung der Gebäude ist bisher nichts bekannt geworden.
In den Jahren 1867/68 wurde Rastenburg durch die Bahnstrecke Königsberg–Lyck an das Netz der Ostpreußischen Südbahn angeschlossen. Zur weiteren Erschließung des Umlandes entstanden ab 1898 die Rastenburg–Sensburg–Lötzener Kleinbahnen. In den Jahren 1907/08 baute die Preußische Staatsbahn die Strecken nach Angerburg und nach Heilsberg.
Die Rastenburger Häuser waren mit roten Ziegeln gedeckt, worauf die Redensart „Er glüht wie ein Rastenburger“ zurückgeht.
Im Ersten Weltkrieg war Rastenburg knapp zwei Wochen lang von russischen Streitkräften besetzt. Dabei gab es aber nur geringe Schäden; lediglich das Offizierskasino brannte ab.

### Zweiter Weltkrieg und Kriegsende

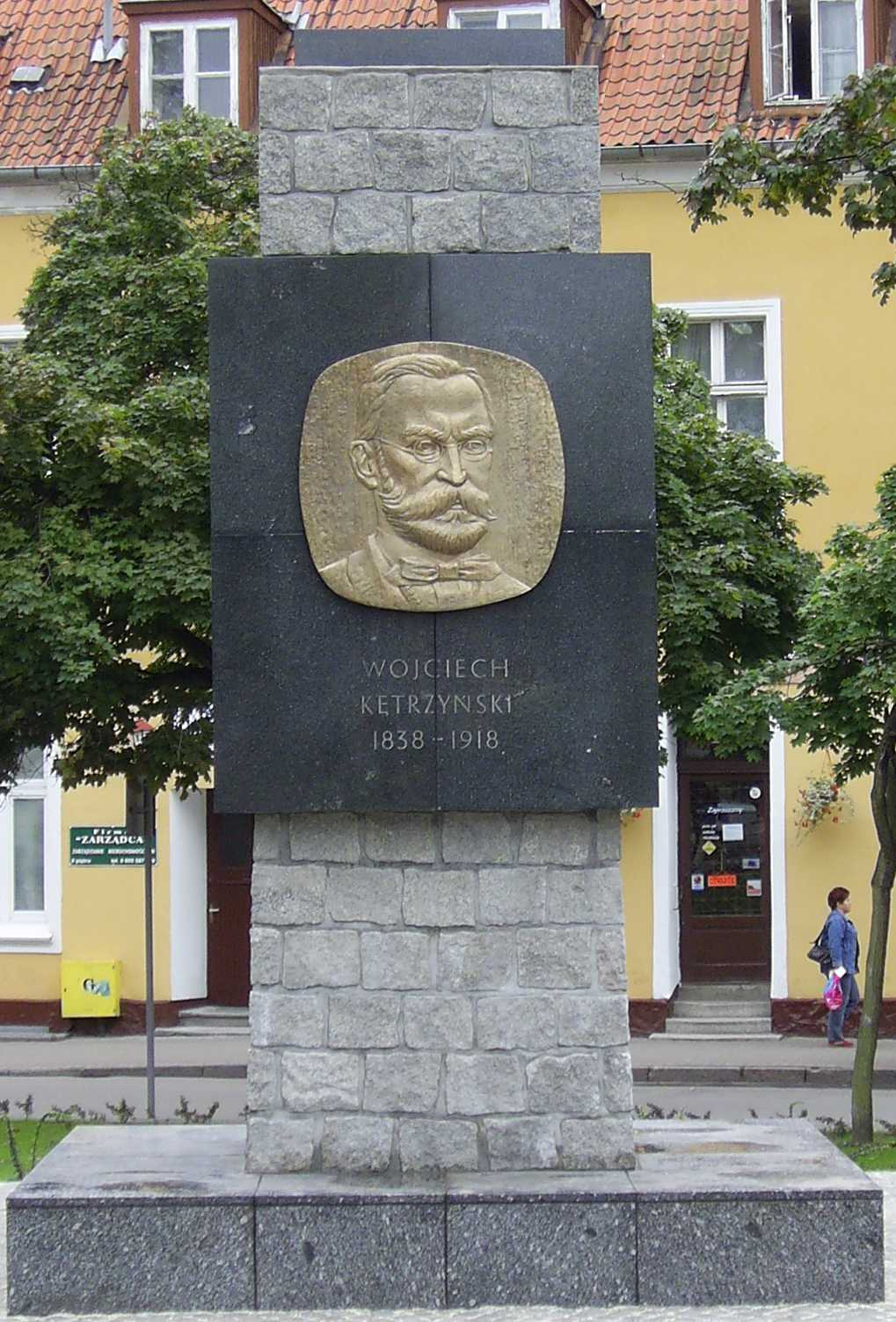
Wojciech-Kętrzyński-Denkmal

Ab September 1940 wurde unweit von Rastenburg nahe dem kleinen Ort Görlitz (Gierłoż) unter höchster Geheimhaltung das Hauptquartier Wolfsschanze in Vorbereitung des Krieges im Osten angelegt, wobei man vorgab, Anlagen für die Chemischen Werke Askania zu bauen. Hitler hielt sich vom 24. Juni 1941 bis zum 30. November 1944 an rund 800 Tagen in der Wolfsschanze auf. Am 24. Januar 1945 wurde die gesamte Anlage von deutschen Pioniertruppen gesprengt. Die Reste der Wolfsschanze sind heute ein Freilichtmuseum.
Bis 1945 gehörte die Stadt zusammen mit dem Landkreis Rastenburg zum Regierungsbezirk Königsberg in der Provinz Ostpreußen des Deutschen Reichs.
Gegen Ende des Zweiten Weltkriegs erfolgte die Besetzung durch die Rote Armee im Frühjahr 1945, worauf die Stadt mit der südlichen Hälfte Ostpreußens von der Sowjetunion der Volksrepublik Polen zur Verwaltung überlassen wurde. Soweit die deutschen Stadtbewohner nicht geflohen waren, wurden sie in der darauf folgenden Zeit von der polnischen Administration aus Rastenburg vertrieben und durch zuwandernde Polen ersetzt.

### Das polnische Kętrzyn
Am 7. Mai 1946 wählte die kommunistische polnische Verwaltung eine neue Bezeichnung für die Stadt, die sie bis dahin auf Polnisch Rastembork genannt hatte. Sie wurde nun nach Wojciech Kętrzyński (1838–1918), einem polnisch-nationalistischen Historiker, benannt. Er hieß ursprünglich Adalbert von Winkler und war Sohn eines preußischen Gendarmen. Später nahm er den Familiennamen seiner Vorfahren an und nannte sich nun Wojciech Kętrzyński. Er wirkte lange Jahre als Wissenschaftler am Ossolinski-Institut in Lemberg.
Zur Zeit der Volksrepublik Polen gab es eine Süßwarenfabrik, eine Brauerei, die Elektrotechnik-Firma „Farel“, eine Molkerei, eine Hefefabrik, eine Fabrik für Weihnachtsdekorationen, eine Fabrik für Lebensmittelaromen und Mayonnaise.
1946 wurde die Stadt in die neu gegründete Woiwodschaft Olsztyn im Nachkriegspolen eingegliedert, zu der sie bis 1998 gehörte.

### Demographie
| Jahr | Einwohner | Anmerkungen                                                                                    |
| ---- | --------- | ---------------------------------------------------------------------------------------------- |
| 1768 | 02.132    | [ 6 ]                                                                                          |
| 1782 | > 2.000.  | ohne die Garnison (Stab und fünf Kompanien eines Infanterie-Regiments)                         |
| 1798 | 02.066    | [ 6 ]                                                                                          |
| 1802 | 02.202    | [ 11 ]                                                                                         |
| 1810 | 02.429    | darunter 129 Katholiken, 3 Mennoniten und 1 Jude, sonst nur evangelische Bewohner              |
| 1816 | 02.729    | davon 2.547 Evangelische, 130 Katholiken und 49 Juden                                          |
| 1821 | 03.195    | [ 11 ]                                                                                         |
| 1828 | 03.827    | darunter 67 Katholiken und 72 Juden                                                            |
| 1831 | 03.557    | ohne die Garnison (eine Jägerabteilung)                                                        |
| 1858 | 04.769    | davon 4.686 Evangelische und 83 Katholiken (keine Juden)                                       |
| 1875 | 06.102    | [ 14 ]                                                                                         |
| 1880 | 06.534    | [ 14 ]                                                                                         |
| 1885 | 07.189    |                                                                                                |
| 1890 | 07.304    | [ 14 ]                                                                                         |
| 1905 | 11.889    | davon 907 Katholiken und 138 Juden                                                             |
| 1910 | 11.945    | am 1. Dezember, davon 10.647 Evangelische, 1023 Katholiken und 118 Juden; 1836 Militärpersonen |
| 1925 | 13.859    | davon 12.720 Evangelische, 855 Katholiken, 8 sonstige Christen und 109 Juden                   |
| 1933 | 16.021    | davon 14.673 Evangelische, 1.139 Katholiken, 1 sonstiger Christ und 102 Juden                  |
| 1939 | 17.247    | davon 15.254 Evangelische, 1.435 Katholiken, 224 sonstige Christen und 29 Juden                |

| Jahr      | 1995   | 2000   | 2005   |
| --------- | ------ | ------ | ------ |
| Einwohner | 30.239 | 28.861 | 28.103 |

## Baudenkmäler

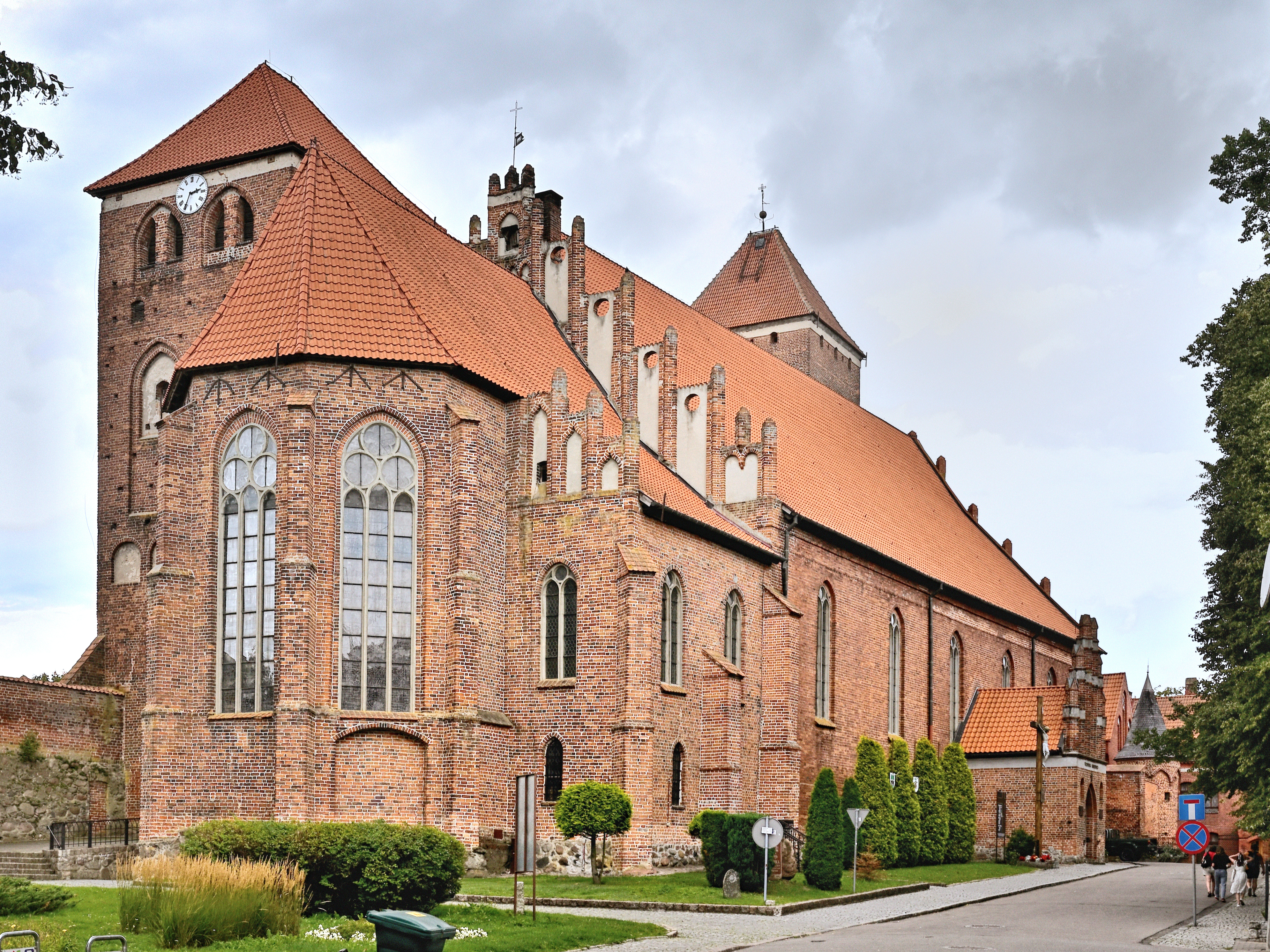
St.-Georgs-Kirche

- Die St.-Georgs-Kirche ist heute eine katholische Pfarrkirche. Der Deutsche Orden erbaute sie zwischen 1359 und 1370 als Wehrkirche. Von 1524 bis 1945 war sie ein evangelisches Gotteshaus. Seit 1945 dient sie als Bazylika kolegiacka św. Jerzego („Stiftsbasilika St. Georg“) der Römisch-katholischen Kirche in Polen. Papst Johannes Paul II. gab ihr 1999 den Basilika-Titel.[19]
- Hinter dem Chorraum der Georgskirche steht die evangelische Johanneskirche, zu deutscher Zeit St.-Georgs-Kapelle genannt. Sie ist ein schmuckloser Bau ohne Turm, dessen Fundamente aus dem 15. Jahrhundert stammen. Sie diente nach der Reformation für die polnischen Dienstboten. Heute ist sie Pfarrkirche für einen Sprengel mit fünf Filialkirchen in der evangelischen Diözese Masuren.

## Schulen

### Vom Mittelalter bis 1945

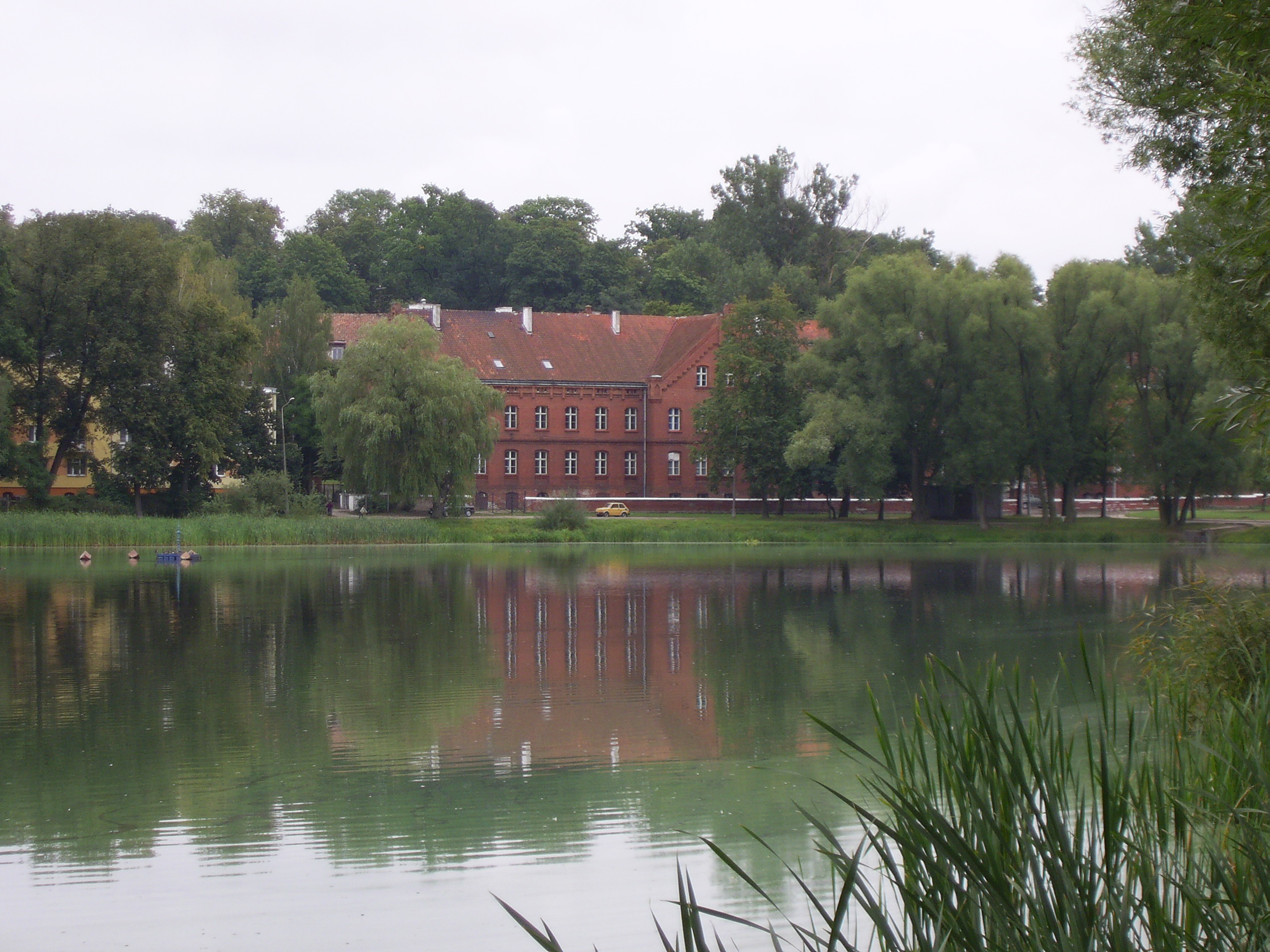
Schule in Kętrzyn

Im Bildungswesen stand Rastenburg unter den ostpreußischen Städten mit an erster Stelle. Mit dem 1546 gegründeten Gymnasium, seit 1905 als Herzog-Albrechts-Schule bezeichnet, hatte die Stadt eines der ältesten Gymnasien in Ostpreußen. Außer diesem Gymnasium mit Realschule bestanden eine städtische Berufsschule, eine staatlich anerkannte städtische Haushaltungsschule, eine städtische Handels- und Höhere Handelsschule, zwei städtische Volksschulen und eine Landwirtschaftsschule. 1908 wurde die Hindenburg-Schule eingerichtet, die aus der 1897 von der Stadtschule abgezweigten Höheren Töchterschule hervorgegangen war. 1909 beschlossen die städtischen Körperschaften ihren Ausbau zum Oberlyzeum. Fremdsprachen waren Englisch und Französisch. Nach Einrichtung der Oberstufe bestanden 1928 die ersten 26 Schülerinnen das Abitur. In jenem Jahr wurde die Schule von 399 Schülerinnen besucht.

### Die polnische Gegenwart
Es gibt derzeit sechs Grundschulen, zwölf weiterführende Schulen, etliche technische Sekundarschulen sowie Berufsschulen und Schulen des zweiten Bildungsweges für Erwachsene.

## Wirtschaft

### Industrie
Am Ende des 19. Jahrhunderts dominierte im damaligen Rastenburg vor allem die Lebensmittelindustrie, darunter auch die heute nicht mehr existierenden Brauereien, Zuckerfabriken, Hefefabriken, Mühlen und Molkereien.
Im heute polnischen Kętrzyn sind zur Lebensmittelindustrie die Elektrotechnik- und Bekleidungsindustrie hinzugekommen. Die größten Werke sind ZPO „Warmia“ (Bekleidung), ein Zweigwerk von Philips Lighting Poland S.A. (Beleuchtung), MTI-Furninova Poland (Polstermöbel), SPPH „Mayonnaise“ (Lebensmittelindustrie) und andere Unternehmen wie FPK, MST oder FOR-MECH Sp. z o.o.

### Pferdezucht
Unter Pferdekennern war Rastenburg bekannt für sein Landgestüt, das neben denen in Braunsberg, Marienwerder und Georgenburg und mit dem Hauptgestüt in Trakehnen maßgeblichen Anteil an dem Erfolg der ostpreußischen Warmblutzucht hatte. Es befand sich östlich des Oberteichs nahe der Kreuzung der Straßen nach Lötzen und nach Barten und wurde 1877 eingerichtet. Das Gestüt unterstand nicht mehr dem Landstallmeister in Trakehnen, auch wenn es seinen Hengstbestand aus Trakehnen bekam, sondern es sollte selbständig den südöstlichen Teil der Provinz mit Landbeschälern versorgen. Im Jahr 1938 standen hier 113 Warmbluthengste und 4 Vollbluthengste, die in jenem Jahr 7.078 Stuten deckten (von 43.856 in ganz Ostpreußen). Nur wenige Tiere konnten vor der Eroberung Ostpreußens durch die Rote Armee in den Westen des Reiches gerettet werden. Die ca. 100 Hengste, die zunächst in den Gestüten bei Dresden und Halle (Saale) untergekommen waren, traten bald nach der sowjetischen Besetzung den Weg nach Russland an.
Nachdem die Stadt zu Polen gekommen war, war hier das Hengstgestüt Kętrzyn tätig. Seit 2003 ist dieser Betrieb ein Teil des Hengstgestüts in Łąck.

## Sport
In den Eishockeymannschaften des Vereins für Leichtathletik und des Rastenburger Sportvereins waren die Schüler der Herzog-Albrechts-Schule stark vertreten. Der VfL Rastenburg nahm 1930, 1933 und 1934, der SV Rastenburg 1934, 1935, 1937, 1938 und 1939 an den deutschen Meisterschaften teil. Die VfL-Mannschaft wurde 4. der Deutschen Eishockey-Meisterschaft 1933 und gewann 1934 ein Spiel gegen die kanadische Eishockeynationalmannschaft.
Heute sind in der Stadt Kętrzyn zahlreiche Sportklubs aktiv in den Sparten Fußball, Handball, Ringen, Taekwondo, Tennis, Tanzen, Reiten, Boxen, Schach, Billard, Radfahren und Basketball; dazu kommen Sportabteilungen in Unternehmen.
Es gibt ein modernes Stadtstadion an der Ul. Fryderyka Chopina, einen Sportplatz mit Kunstrasen, ein Hallenbad, ein Freibad, mehrere Tennisplätze, eine Stadteisbahn und ein Billardzentrum.

## Verkehr
Rastenburg war zu deutscher Zeit Eisenbahn-Verkehrsknotenpunkt. Zudem war der Bahnhof Kętrzyn Ausgangspunkt der Rastenburger Kleinbahnen.
Heute ist die Stadt ein regionaler Straßen- und Eisenbahnknotenpunkt. Die Eisenbahnlinie Nr. 38 führt von Bartoszyce – Korsze – Kętrzyn – Ełk nach Białystok.
In der Stadt gibt es 2 Buslinien, die von Montag bis Samstag verkehren. Diese sind seit 2023 kostenlos.
Etwa 8 km südöstlich der Stadt liegt der Flughafen Kętrzyn-Wilamowo.

## Wappen
Blasonierung: „In Silber auf grünem Boden zwischen drei Tannenbäumen ein schwarzer Bär.“
Das 1405 urkundliche SIGILLVM SIVITATIS DE RASTENBORC hat im gegitterten Felde allein den schreitenden Bären. So auch ein 1440 gebrauchtes Siegel, in dem der Bär und über ihm ein kleines Kreuz im berankten Felde steht. Aber noch im 15. Jahrhundert werden aus den Ranken kräftige Bäume. So auch ein wegen seines Tagesdatums merkwürdiges Siegel vom 26. November 1686.

## Städtepartnerschaften
Kętrzyn unterhält mit folgenden Städten Partnerschaften:
- Zlaté Hory in Tschechien – seit 1999
- Wesel in Nordrhein-Westfalen – seit 2002
- Wolodymyr in der Ukraine – seit 2004
- Swetly in der Oblast Kaliningrad – seit 2005

## Persönlichkeiten

### Söhne und Töchter der Stadt
Nach Geburtsjahr geordnet
- Jakob Friedrich Alexander Jung (1799–1884), deutscher Publizist[25]
- Leonhard Presting (1807–1885), preußischer Jurist, Mitglied der Frankfurter Nationalversammlung
- Julius von Suchten (1809–1897), preußischer Generalmajor
- Karl Bogislaus Reichert (1811–1883), deutscher Anatom
- Adolph Wilhelm Berger (1829–1898), deutscher Vizeadmiral der Kaiserlichen Marine
- Max von Redecker (1833–1886), Reichstagsabgeordneter
- Otto Berger (1837–1910), preußischer Generalleutnant
- Albert Guttstadt (1840–1909), preußischer Mediziner
- Karl Grochowski (1847–1919), Philologe und Gymnasiallehrer
- Elisabet Boehm (1859–1943), deutsche Frauenrechtlerin
- Arno Holz (1863–1929), deutscher Dichter und Dramatiker
- Hermann Beyer (1868–1955), Otologe
- Fritz Krauskopf (1882–1945), Fotograf
- Erich Zerahn (1885–1952), Verwaltungsjurist
- Rüdiger von Heyking (1894–1956), deutscher General
- Muschelkalk Ringelnatz geb. Leonharda Pieper (1898–1977), Übersetzerin, Ehefrau von Joachim Ringelnatz
- Werner Quednau (1913–2004), deutscher Schriftsteller
- Felix-Heinrich Gentzen (1914–1969), deutscher Historiker
- Heinz C. Hoppe (1917–1994), deutscher Industriemanager[26]
- Waldemar Grzimek (1918–1984), deutscher Bildhauer
- Heinz Georg Podehl (* 1919), deutscher Schriftsteller, Maler und Buchillustrator
- Siegfried Tiefensee (1922–2009), deutscher Dirigent
- Bruno Guttowski (1924–1977), deutscher Eishockeyspieler und -trainer
- Dietrich von Bausznern (1928–1980), deutscher Komponist, Kantor und Organist
- Hans Frenzel (1928–2020), deutscher Eishockeyspieler und -trainer
- Karl-Peter Schliewe (1929–2014), deutscher Architekt und Baubeamter
- Rainer Schmidt (1930–2020), deutscher Psychoanalytiker und Autor
- Klaus Krüger (1931–1995), Theater- und Filmschauspieler
- Werner Krause (1932–2014), deutscher Diplom-Chemiker und Politiker
- Hans-Joachim Barkenings (1933–2016), deutscher lutherischer Geistlicher, Theologe, Schriftsteller und Lyriker
- Siegfried Lorenz (* 1933), deutscher Hammerwerfer
- Klaus Malettke (* 1936), deutscher Historiker
- Klaus Schöning (* 1936), deutscher Hörspielautor und Regisseur
- Irmgard Zoll (* 1938), deutsche Grafikerin und Illustratorin
- Wolfgang Thüne (* 1943), deutscher Meteorologe
- Krzysztof Szatrawski (* 1961), polnischer Dichter und Kulturwissenschaftler
- Agnieszka Kozłowska-Rajewicz (* 1969), polnische Politikerin
- Aleksandra Jabłonka (* 1988), polnische Popsängerin

### Persönlichkeiten, die mit der Stadt verbunden sind
- Michael Küchmeister (1360 oder 1370 – 1423), Pfleger
- Franz Albert Schultz (1692–1763), Theologe, Generalsuperintendent, 1728/29 Superintendent in Rastenburg
- Johann Cunde (1724/1725 – 1759), Direktor der Herzog-Albrechts-Schule
- Johann Wilhelm Christoph von Ascheberg (1750–1811), Steuerrat
- Helmut Wagner (1929–2023), Politikwissenschaftler und Ehrenbürger der Stadt Kętrzyn[27]
- Hubertus Hilgendorff (* 23. Oktober 1943 in Wehlack), Kreisvertreter der Kreisgemeinschaft Rastenburg; 19. Mai 2002: Ehrenbürger der Stadt Kętrzyn[28]
- Rudolf Bażanowski (* 1953), Bischof der Diözese Masuren, Pfarrer an der Johanneskirche

## Landgemeinde
Die Stadt Kętrzyn ist Verwaltungssitz der gleichnamigen Landgemeinde (gmina wiejska) Kętrzyn, gehört ihr aber als eigenständige Stadtgemeinde nicht an. Die Landgemeinde zählte am 31. Dezember 2020 insgesamt 8227 Einwohner auf einer Fläche von 285,73 km² und gliedert sich in 23 Ortsteile bei insgesamt 80 Ortschaften.